# Maison-Maugis
Maison-Maugis è un comune francese di 55 abitanti situato nel dipartimento dell'Orne nella regione della Normandia.

## Società

### Evoluzione demografica
Abitanti censiti